# Neargyractis moniligeralis
Neargyractis moniligeralis är en fjärilsart som beskrevs av Lederer 1863. Neargyractis moniligeralis ingår i släktet Neargyractis och familjen Crambidae. Inga underarter finns listade i Catalogue of Life.